# ناتالی پرستون
ناتالی پرستون (انگلیسی: Natalie Preston؛ زادهٔ ۱۶ اوت ۱۹۷۷) بازیکن فوتبال اهل بریتانیا است.
از باشگاه‌هایی که در آن بازی کرده‌است می‌توان به باشگاه فوتبال زنان لیورپول و باشگاه فوتبال زنان اورتون اشاره کرد.